# Arantxa Chávez
Arantxa Elizabeth Chávez Muñoz (Ciudad de México, 30 de enero de 1991) es una clavadista mexicana y ganadora del oro, junto con Dolores Hernández, en salto sincronizado en los Juegos Centroamericanos del Caribe en 2014 en Veracruz.

## Trayectoria
En 2010 gana dos medallas de plata en los Juegos Centroamericanos y del Caribe en Mayagüez (Puerto Rico) en trampolín de 1 y 3 metros.
En el 2011 ocupó el noveno lugar en trampolín de 3 metros individual y cuarto en clavados sincronizados con Paola Espinosa en la Universiada Mundial Shenzhen (China).
En 2012, logró la calificación para participar en los Juegos Olímpicos de Verano de 2012 en el evento individual de trampolín de 3 metros.
En 2014 Arantxa Chávez y Dolores Hernández ganaron con 304.2 puntos la medalla de oro de los saltos sincronizados desde el trampolín de tres metros, en los Juegos Centroamericanos y del Caribe Veracruz 2014.
Ganó 3 medallas en los Juegos Mundiales Universitarios de 2017. Se clasificó para los Juegos Olímpicos de Verano de 2020 .